# 스타게이트 SG-1

스타게이트 SG-1(Stargate SG-1)은 1994년 SF 영화 스타게이트의 스토리에 이어서 제작된 드라마로 스타게이트라 불리는 문을 이용하여 행성간을 이동하며 모험을 하는 내용이다. SG-1은 스타게이트를 통해 탐사를 수행하는 팀들 중 첫 번째라는 뜻으로, 드라마의 주연들이 소속된 팀이다. 맥가이버의 주인공인 리처드 딘 앤더슨이 미국 공군의 잭 오닐 대령으로서, SG-1을 이끈다. 이후 잭 오닐은 시즌 8에서 준장으로 승진한다. 총 10개의 시즌으로 구성되며, 시즌당 20여편으로 구성된다.

## 등장 인물
전반부 인물
- 조지 해먼드 - 돈 데이비스 분
- 조나단 잭 오닐 - 리처드 딘 앤더슨 분
- 다니엘 잭슨 - 마이클 생크스 분
- 사맨다 카터 - 어맨다 태핑 분
- 틸크[Teal'c] - 크리스토퍼 저지 분

후반부 인물
- 행크 랜드리 - 버우 브리지스
- 캐메론(캠) 미첼 - 벤 브라우더
- 조나스 퀸 - 콜린 네멕
- 발라[Vala] - 클로디아 블랙
- 재닛 프레이저 - 테릴 로더리

## 방영 목록
- List of Stargate SG-1 episodes
  - Stargate SG-1 (season 1)
  - Stargate SG-1 (season 2)
  - Stargate SG-1 (season 3)
  - Stargate SG-1 (season 4)
  - Stargate SG-1 (season 5)
  - Stargate SG-1 (season 6)
  - Stargate SG-1 (season 7)
  - Stargate SG-1 (season 8)
  - Stargate SG-1 (season 9)
  - Stargate SG-1 (season 10)

## 같이 보기
- 스타게이트
- 스타게이트 아틀란티스
- 샤이엔 산 - 스타게이트의 본부로 나온다.
- 51지역 - 외계기술연구소로 나온다.